# Miomir Kecmanović
Miomir Kecmanović (srbskou cyrilicí: Миомир Кецмановић; * 31. srpna 1999 Bělehrad) je srbský profesionální tenista. Ve své dosavadní kariéře na okruhu ATP Tour vyhrál dva singlové i deblové turnaje. Na challengerech ATP a okruhu ITF získal pět titulů ve dvouhře a jeden ve čtyřhře.
Na žebříčku ATP byl ve dvouhře nejvýše klasifikován v lednu 2023 na 27. místě a ve čtyřhře v dubnu téhož roku na 127. místě. Trenůje ho bývalý srbský tenista Viktor Troicki.
V juniorské kategorii vybojoval trofej na Orange Bowlu 2015 po finálovém vítězství nad Řekem Stefanosem Tsitsipasem. V roce 2016 floridský titul obhájil jako první hráč od roku 1974. Jako poražený finalista skončil na juniorce US Open 2016, kde jej zdolal Félix Auger-Aliassime. Sezónu 2016 zakončil na 1. místě juniorského kombinovaného žebříčku ITF a stal se mistrem světa.
V srbském daviscupovém týmu debutoval v roce 2021 čtvrtfinálem finálového turnaje proti Kazachstánu, v němž prohrál dvouhru s Michailem Kukuškinem. Srbové přesto zvítězili 2:1 na zápasy. Do září 2025 v soutěži nastoupil k dvanácti mezistátním utkáním s bilancí 6–5 ve dvouhře a 3–3 ve čtyřhře.
Srbsko reprezentoval na odložených Letních olympijských hrách 2020 v Tokiu, kde ve druhém kole mužské dvouhry podlehl čtrnáctému nasazenému Francouzi Ugu Humbertovi.

## Tenisová kariéra
V rámci hlavních soutěží událostí okruhu ITF debutoval v červnu 2015, když na turnaj v rodném Bělehradu obdržel divokou kartu. Ve druhém kole podlehl krajanu Denisi Bejtulahiovi. Premiérový titul na challengerech si odvezl ze sučouského turnaje v říjnu 2017. Ve finále přehrál moldavského hráče a stého třinácté muže žebříčku Radu Albota.

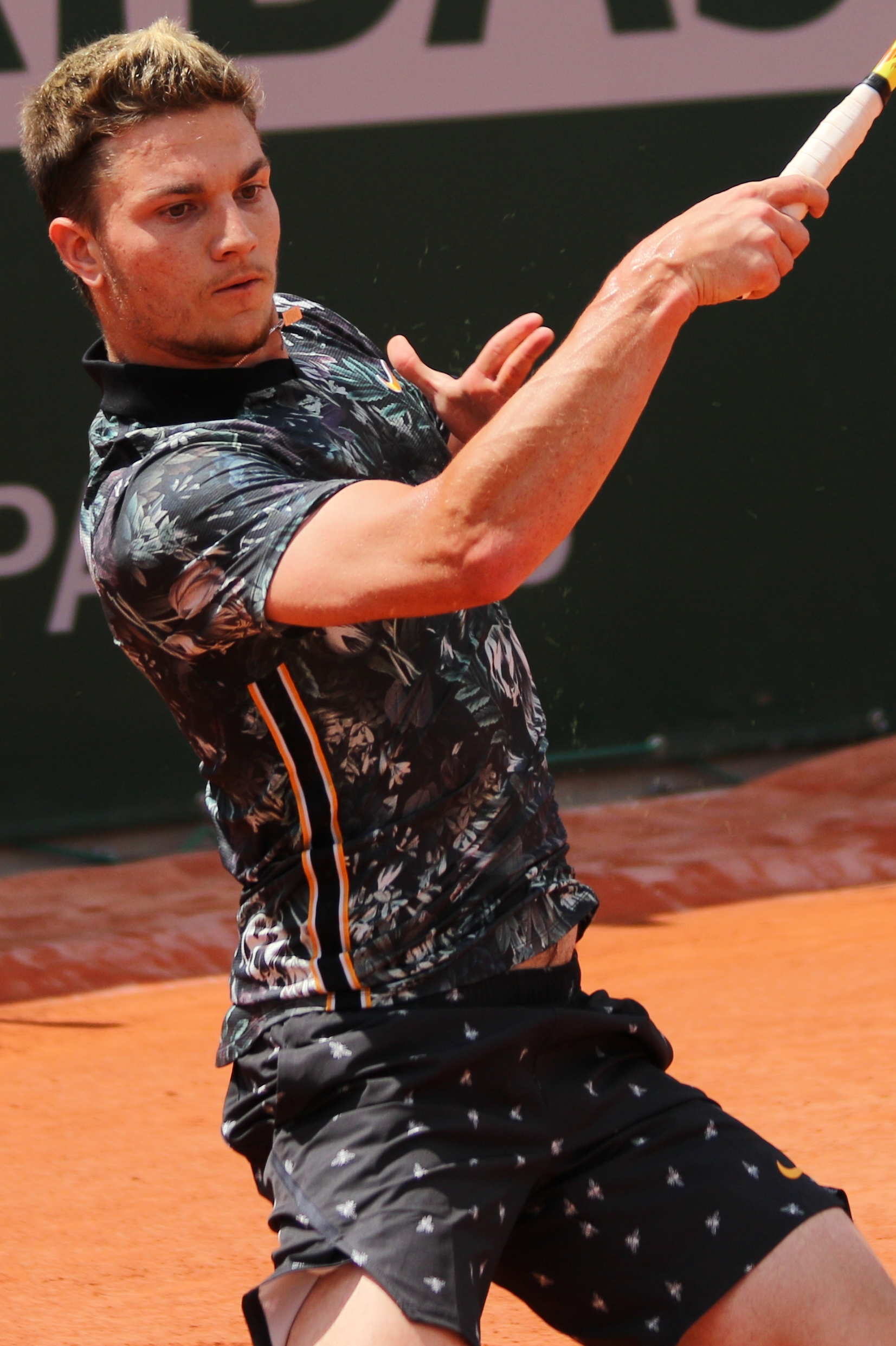
Forhend na French Open 2019

Ve dvouhře okruhu ATP Tour debutoval na dubnovém U.S. Men's Clay Court Championships 2018 v Houstonu. Do hlavní soutěže prošel z kvalifikace po výhře nad Dennisem Novikovem. V úvodním kole dvouhry pak vypadl s Američanem Ryanem Harrisonem. Premiérový kariérní vyhraný zápas v této úrovni dosáhl na Brisbane International 2019 po vítězství nad padesátým šestým hráčem žebříčku Leonardem Mayerem z Argentiny. Ve druhé fázi skončil na raketě Milose Raonice. Bodový zisk jej poprvé posunul do elitní světové stovky žebříčku ATP. V rámci série Masters se do čtvrtfinále probojoval na BNP Paribas Open 2019 v Indian Wells z pozice šťastného poraženého kvalifikanta. V soutěži vyřadil světovou třicítku a krajana Lasla Djereho, než jeho cestu pavoukem opět ukončil Raonic.
Debut v hlavní soutěži nejvyšší grandslamové kategorie zaznamenal v mužském singlu Australian Open 2019 po zvládnuté tříkolové kvalifikaci. V úvodním kole dvouhry však nenašel recept na Španěla Fernanda Verdasca. Debutový vyhraný zápas na grandslamu dosáhl na French Open 2019, když přehrál Denise Kudlu po pětisetové bitvě, aby ve druhém kole skončil na raketě Davida Goffina.
Premiérové finále na okruhu ATP Tour si zahrál na travnatém Antalya Open 2019. Do finále prošel přes Australana Jordana Thompsona. Ve vyrovnaném utkání rozhodl o všech sadách až tiebreak. Ve finálovém duelu podlehl sedmdesátému pátému hráči žebříčku Lorenzu Sonegovi z Itálie, přestože měl ve druhém setu mečbol. Debutový titul získal na zářijovém Generali Open Kitzbühel 2020, kde ve finále přehrál německého kvalifikanta Yannicka Hanfmanna po dvousetovém průběhu. V probíhající sezóně se stal čtvrtým hráčem, jenž získal první titul ATP. Bodový zisk jej posunul na nové kariérní maximum, 39. místo žebříčku ATP.
Druhou singlovou i deblovou trofej ATP si odvezl z únorového Delray Beach Open 2025. Do finále dvouhry postoupil přes světovou sedmatřicítku Alexe Michelsena a v něm zdolal šedesátého muže klasifikace Alejandra Davidoviche Fokinu po třísetovém průběhu, ačkoli ztratil úvodní set. V závěrečné sadě otočil průběh ze stavu 2–5 a při poměru her 3–5 odvrátil dva mečboly. V páru s Američanem Brandonem Nakashimou navíc triumfoval i v delraybeachské čtyřhře, když v boji o titul porazii americký pár Christian Harrison a Evan King. Stal se tak prvním Srbem v historii ATP, který vyhrál obě soutěže jediného ročníku turnaje. Na Delray Beach Open představoval čtvrtého takového šampiona.

## Finále na okruhu ATP Tour
| Legenda                     |
| --------------------------- |
| D – dvouhra; Č – čtyřhra    |
| Grand Slam (0)              |
| Turnaj mistrů (0)           |
| ATP Tour Masters 1000 (0)   |
| ATP Tour 500 (0)            |
| ATP Tour 250 (2–3 D; 2–1 Č) |

### Dvouhra: 5 (2–3)
| Stav      | č. | datum       | turnaj                      | kategorie | povrch | soupeř ve finále            | výsledek                |
| --------- | -- | ----------- | --------------------------- | --------- | ------ | --------------------------- | ----------------------- |
| Finalista | 1. | červen 2019 | Antalya, Turecko            | ATP 250   | tráva  | Lorenzo Sonego              | 7–6(7–5), 6–7(5–7), 1–6 |
| Vítěz     | 1. | září 2020   | Kitzbühel, Rakousko         | ATP 250   | antuka | Yannick Hanfmann            | 6–4, 6–4                |
| Finalista | 2. | únor 2023   | Delray Beach, Spojené státy | ATP 250   | tvrdý  | Taylor Fritz                | 0–6, 7–5, 2–6           |
| Finalista | 3. | duben 2023  | Estoril, Portugalsko        | ATP 250   | antuka | Casper Ruud                 | 2–6, 6–7(3–7)           |
| Vítěz     | 2. | únor 2025   | Delray Beach, Spojené státy | ATP 250   | tvrdý  | Alejandro Davidovich Fokina | 3–6, 6–1, 7–5           |

### Čtyřhra: 3 (2–1)
| Stav      | č. | datum      | turnaj                      | kategorie | povrch | spoluhráč         | soupeři ve finále            | výsledek              |
| --------- | -- | ---------- | --------------------------- | --------- | ------ | ----------------- | ---------------------------- | --------------------- |
| Vítěz     | 1. | srpen 2022 | Los Cabos, Mexiko           | ATP 250   | tvrdý  | William Blumberg  | Raven Klaasen Marcelo Melo   | 6–0, 6–1              |
| Finalista | 1. | duben 2023 | Estoril, Portugalsko        | ATP 250   | antuka | Nikola Ćaćić      | Sander Gillé Joran Vliegen   | 3–6, 4–6              |
| Vítěz     | 2. | únor 2025  | Delray Beach, Spojené státy | ATP 250   | tvrdý  | Brandon Nakashima | Christian Harrison Evan King | 7–6(7–3), 1–6, [10–3] |

## Finále na challengerech ATP a okruhu Futures
| Legenda                    |
| -------------------------- |
| Challengery (2–1 D; 0–0 Č) |
| Futures (3–2 D; 1–1 Č)     |

### Dvouhra: 8 (5–3)
| Stav      | č. | datum             | turnaj                     | povrch | soupeř ve finále   | výsledek           |
| --------- | -- | ----------------- | -------------------------- | ------ | ------------------ | ------------------ |
| Finalista | 1. | 24. dubna 2016    | Orange Park, Spojené státy | antuka | Denis Shapovalov   | 5–7, 6–2, 6–7(6–8) |
| Vítěz     | 1. | 22. ledna 2017    | Sunrise, Spojené státy     | antuka | Christian Lindell  | 6–2, 6–2           |
| Vítěz     | 2. | 28. května 2017   | Antalya, Turecko           | antuka | Alessandro Petrone | 6–0, 6–4           |
| Finalista | 2. | 4. června 2017    | Antalya, Turecko           | antuka | Julien Cagnina     | 3–6, 4–6           |
| Vítěz     | 3. | 25. června 2017   | Havré, Belgie              | antuka | Christopher Heyman | 6–4, 3–6, 6–2      |
| Vítěz     | 4. | 29. října 2017    | Su-čou, Čína               | tvrdý  | Radu Albot         | 6–4, 6–4           |
| Finalista | 3. | 28. října 2018    | Liou-čou, Čína             | tvrdý  | Radu Albot         | 2–6, 6–4, 3–6      |
| Vítěz     | 5. | 4. listopadu 2018 | Šen-čen, Čína              | tvrdý  | Blaž Kavčič        | 6–2, 2–6, 6–3      |

### Čtyřhra: 2 (1–1)
| Stav      | č. | datum          | turnaj                    | povrch | spoluhráč     | soupeři ve finále              | výsledek         |
| --------- | -- | -------------- | ------------------------- | ------ | ------------- | ------------------------------ | ---------------- |
| Vítěz     | 1. | 1. května 2016 | Vero Beach, Spojené státy | antuka | Jonas Luetjen | Deiton Baughman Reed Anderson  | 6–1, 5–7, [10–8] |
| Finalista | 1. | 7. května 2016 | Tampa, Spojené státy      | antuka | Jonas Luetjen | Gonzalo Escobar Roberto Quiroz | 4–6, 6–7(4–6)    |

## Finále juniorského Grand Slamu

### Dvouhra juniorů: 1 (0–1)
| Stav      | rok  | turnaj  | povrch | soupeř ve finále      | výsledek |
| --------- | ---- | ------- | ------ | --------------------- | -------- |
| Finalista | 2016 | US Open | tvrdý  | Félix Auger-Aliassime | 3–6, 0–6 |